# Thrigmopoeinae
Thrigmopoeinae là một phân họ nhện trong họ Theraphosidae. Phân họ này phân bố ở Tiểu lục địa Ấn Độ. Các loài trong chi Haploclastus có kích thước từ 25 đến 55 mM, các loài trong chi Thrigmopoeus dài 40 đến 55 mm.

## Phân loại
- Chi Haploclastus
  - Loài Haploclastus cervinus
  - Loài Haploclastus nilgirinus
  - Loài Haploclastus robustus
  - Loài Haploclastus validus
- Chi Thrigmopoeus
  - Loài Thrigmopoeus insignis
  - Loài Thrigmopoeus truculentus